# 穆斯塔法凱末爾大學
穆斯塔法凱末爾大學（土耳其語：Mustafa Kemal Üniversitesi）是1922年成立於土耳其哈塔伊省安塔基亞的一所公立大學，同時亦是歐洲大學協會的成員之一 。其名稱是爲了紀念土耳其的國父穆斯塔法·凱末爾。
穆斯塔法凱末爾大學有十一所院系、十五所兩年制職業學校、三所研究生院、九所研究中心、一個音樂學校和一所校立醫院。學校主校區位於安塔基亞北部約15（9.3英里）的Serinyol區，2007年起其工程系搬到了同省的伊斯肯德倫。

## 姊妹校

### 亞洲地區
- 中華民國臺北市：臺北醫學大學

## 外部連結
- Mustafa Kemal Üniversitesi

36°20′09″N 36°11′56″E / 36.33580°N 36.19899°E